# ASACP
 (octobre 2024).
L'Association of Sites Advocating Child Protection (ASACP ) ou Association des sites de défense de la protection de l'enfance est une organisation américaine à but non lucratif qui lutte contre la pornographie infantile sur Internet  et soutient les parents dans la protection de leurs enfants à consulter  du contenu en ligne inapproprié à leur âge.